# Şeref Eroğlu
Şeref Eroğlu (* 25. November 1975 in Kahramanmaraş) ist ein ehemaliger türkischer Ringer. Er gewann bei den Olympischen Spielen 2004 eine Silbermedaille und wurde einmal Welt- und sechsmal Europameister im griechisch-römischen Stil in drei verschiedenen Gewichtsklassen.

## Werdegang
Şeref Eroğlu begann als Jugendlicher in Sivas mit dem Ringen. Er konzentrierte sich ganz auf den griechisch-römischen Stil. Er wechselte später zum Sportclub Konya Seker Spor bzw. zum Sportclub Istanbul Büyükşehir Belediyespor. Trainiert wurde er in seiner langen Karriere hauptsächlich von Erdogan Koca, Mustafa Boylu und Sedat Ücüncü. Nach dem Ende seiner aktiven Zeit ist er als Sportfunktionär im türkischen Ringerverband tätig.
Die internationale Ringerlaufbahn von ihm begann im Jahre 1990 mit einem Sieg bei der Junioren-Weltmeisterschaft (Cadets) in Szombathely, wo er in der Gewichtsklasse bis 40 kg gewann. Ein Jahr später wurde er bei der Junioren-Weltmeisterschaft (Cadets) in Alma/Kanada in der Gewichtsklasse bis 47 kg hinter dem Polen Piotr Jabłoński zweiter Sieger und belegte im gleichen Jahr bei der Junioren-Weltmeisterschaft (Juniors) in Barcelona in der Gewichtsklasse bis 46 kg den dritten Platz. 1992 wurde er in Cali/Kolumbien in der Junioren-Altersgruppe "Juniors" in der Gewichtsklasse bis 54 kg vor dem Kubaner Rudy Lara Valle erneut Weltmeister. 1993 gewann er bei der Junioren-Weltmeisterschaft der Altersgruppe "Espoirs" in Székesfehérvár im Bantamgewicht eine Bronzemedaille. 1994 wurde er in Istanbul Junioren-Europameister (Espoirs) im Bantamgewicht vor Armen Mkrtchyan II, Armenien und Maxim Starodubzew, Russland. Auch bei seinem letzten Start im Juniorenbereich siegte er. Er wurde 1995 in Teheran im Bantamgewicht Junioren-Weltmeister (Espoirs) vor Matyas Megyes aus Ungarn. Im Juniorenbereich gewann Şeref Eroğlu insgesamt sieben Medaillen bei internationalen Meisterschaften.
Bereits 1994 ging er auch schon bei einer internationalen Meisterschaft im Seniorenbereich an den Start. Er wurde dabei in Athen im Bantamgewicht Europameister vor Aristides Arutik Rubenjan, Griechenland und Marian Sandu, Rumänien. Bei der Weltmeisterschaft dieses Jahres in Tampere belegte er den 5. Platz. Er wurde 1995 auch bei der Weltmeisterschaft in Prag eingesetzt, enttäuschte dort aber und kam im Bantamgewicht nur auf den 14. Platz. Dafür sicherte er sich bei der Europameisterschaft 1996 in Budapest im Bantamgewicht erneut den Titel vor Marian Sandu, dem ehemaligen Weltmeister Rıfat Yıldız aus Deutschland und Alexander Ignatenko aus Russland. 1996 startete er auch erstmals bei Olympischen Spielen. In Atlanta musste er sich aber Dennis Hall aus den Vereinigten Staaten und Kenkichi Nishimi aus Japan geschlagen geben und kam deshalb nur auf den 17. Platz.
1997 wechselte Şeref Eroğlu in das Federgewicht. Bei seinem ersten Start in dieser Klasse siegte er bei der Europameisterschaft in Kouvola/Finnland über Akaki Chachua, Georgien, Aristides Arutik Rubenjan und Michael Beilin, Israel, musste sich aber im Finale dem Russen Nikolai Monow geschlagen geben und wurde deshalb Vize-Europameister. Noch erfolgreicher war er bei der Weltmeisterschaft dieses Jahres in Wrocław, wo es ihm gelang, mit Siegen über Wladimir Tatarski, Jugoslawien, Kim Kyung-jung, Südkorea, Bachodir Kurbanow, Usbekistan, Włodzimierz Zawadzki, Polen, und Nikolai Monow Weltmeister zu werden.
1998 war er fast genauso erfolgreich. Er gewann zunächst in Minsk mit Siegen über Leonhard Ionel Frincu, Rumänien, Peter Ronai, Ungarn, Oleg Litwinenko, Ukraine und Nikolai Monow seinen dritten Europameistertitel und dann verpasste er bei der Weltmeisterschaft in Gaevle/Schweden durch eine knappe Punktniederlage im Finale gegen Mchitar Manukjan, Kasachstan, nur knapp seinen zweiten Weltmeistertitel. Vor dieser Final-Niederlage hatte er Ahad Pazaj, Iran, Sewket Karapinar, Deutschland, Michael Beilin und Peter Ronai besiegt. Auch 1999 gewann Şeref Eroğlu bei den internationalen Meisterschaften zwei Medaillen, allerdings gelang ihm dabei kein Titelgewinn. Bei der Europameisterschaft dieses Jahres in Sofia unterlag er im Halbfinale gegen Wlodzimierz Zawadzki, konnte sich aber durch einen Sieg über Christos Gikos, Griechenland noch eine Bronzemedaille holen. Bei der Weltmeisterschaft 1999 in Athen besiegte er Yasutoshi Motoki, Japan, Peter Georg Philippitsch, Österreich, Riccardo Magni, Italien, Nikolei Monow, Eduard Aplevich, Weißrussland und Michael Beilin, unterlag aber im Finale wiederum gegen Mkchitar Manukjan und wurde damit Vize-Weltmeister.
Im Jahre 2000 konzentrierte sich Şeref Eroğlu ganz auf die Olympischen Spiele in Sydney. Er verlor dort aber gleich seinen ersten Kampf gegen Warteres Samurgaschew aus Russland und konnte sich, dem damaligen eigenartigen Reglement entsprechend, mit einem Sieg in seinem nächsten Kampf über Wlodzimierz Zawadzki (Olympiasieger 1996) nur mehr den 10. Platz sichern. 2001 wurde er in Istanbul vor Temur Tehumow, Russland, Wlodzimierz Zawadzki und Nikolai Gergow, Bulgarien, erneut Europameister. Bei der Weltmeisterschaft dieses Jahres in Patras/Griechenland besiegte er erneut Wlodzimierz Zawadzki, unterlag aber dann überraschend dem Ungarn Levente Füredy, schied dadurch aus und kam nur auf den 16. Platz.
Im Jahre 2002 wechselte er dann in das Leichtgewicht. Er war auf Anhieb auch in dieser Gewichtsklasse erfolgreich und gewann in Seinäjoki/Finnland gleich den vierten Europameistertitel. Auf dem Weg zu diesem Erfolg besiegte er Waghinak Galstjan, Armenien, Adrian Ozsda Cosmin, Rumänien, Maxim Semjonow, Russland, Michael Beilin und Manuchar Kwirkwelia aus Georgien. Enttäuschend verlief für ihn aber wieder die Weltmeisterschaft in Moskau, denn nach zwei gewonnenen Kämpfen verlor er gegen Mahdi Chodaee, Iran und kam deshalb nur auf den 11. Platz.
2003 wurde Şeref Eroğlu in Belgrad mit Siegen über Fərid Mansurov, Aserbaidschan, Wjatscheslaw Maslobojew, Lettland, Manuchar Kwirkwelia, Eduard Aplewich und Armen Wardanjan, Ukraine wieder Europameister. Bei der Weltmeisterschaft 2003 in Créteil verpasste er aber wieder eine Medaille, weil er nach drei gewonnenen Kämpfen gegen Manuchar Kwirkwelia verlor. Er kam damit auf den 5. Platz.
2004 konzentrierte er sich wieder ganz auf die Olympischen Spiele, die in Athen stattfanden. Ihm gelangen dort zunächst Siege über Manuchar Kwirkwelia, Fernando Iwquierdo Martinez, Spanien und Mkchitar Manukjan. Den Traum von der Goldmedaille verpatzte ihm aber Fərid Mansurov, der ihn im Finale nach Punkten besiegte und damit auf den 2. Platz verwies.
In den folgenden Jahren, er startete noch bis zum Jahre 2008, war er bei den internationalen Meisterschaften dann bei weitem nicht mehr so erfolgreich wie in den Jahren zuvor. Es gelang ihm nur noch im Jahre 2006 bei der Europameisterschaft in Moskau mit dem 3. Platz ein Medaillengewinn. Verhältnismäßig gut schnitt er mit einem 5. Platz auch noch bei der Weltmeisterschaft 2006 in Guangzhou ab, wo er mit Ali Esmaeil Mohammadi, Iran, Artan Harutjunjan, Armenien und Tamás Lőrincz, Ungarn drei starke Ringer besiegte, aber gegen Kanatbek Begalijew, Russland und Justin Harry Lester, Vereinigte Staaten, verlor. 2008 qualifizierte er sich auch noch einmal für die Teilnahme an den Olympischen Spielen, seinen vierten. In Peking verlor er aber gleich seinen ersten Kampf gegen Nikolai Gergow, schied damit aus und belegte nur den 17. Platz.
Nach diesen Spielen beendete Şeref Eroğlu seine aktive Zeit. Er hat in seiner Karriere bei internationalen Meisterschaften insgesamt, Junioren- und Seniorenbereich, elf Titel und 20 Medaillen gewonnen.

## Internationale Erfolge
| Jahr | Platz  | Wettbewerb                                         | Gewichtsklasse | Ergebnisse |
| 1990 | 1.     | Junioren-WM (Cadets) in Szombathely                | bis 40 kg      | vor Gabor Südi und Gabor Szalei, bde. Ungarn |
| 1991 | 2.     | Junioren-WM (Cadets) in Alma/Kanada                | bis 47 kg      | hinter Piotr Jabłoński, Polen, vor Chad Kime, USA und Gabor Szalai |
| 1991 | 3.     | Junioren-WM (Juniors) in Barcelona                 | bis 46 kg      | hinter Ibad Achmedow, UdSSR und Grzegorz Malkowski, Polen |
| 1992 | 1.     | Junioren-WM (Juniors) in Cali/Kolumbien            | bis 54 kg      | vor Rudy Lara Valle, Kuba, Kim Chul-tae, Südkorea und István Majoros, Ungarn |
| 1992 | 4.     | Welt-Cup (Junioren/Espoirs) in Kungsbacka/Schweden | Bantam         | hinter Dalibor Vit, Tschechoslowakei, Jörg Wölfelschneider, Deutschland und Joakim Söderman, Schweden |
| 1992 | 5.     | Junioren-EM (Espoirs) in Székesfehérvár            | Bantam         | hinter Assaf Gadschijew, Russland, Marian Sandu, Rumänien, Mose Schaknelidse, Georgien und Sigmunds Jansons, Lettland                                                                                                 |
| 1993 | 3.     | Mittelmeer-Spiele in Languedoc-Roussillon          | Bantam         | hinter Mohamed Nader Al Sibai, Syrien und Ahmed Magdy, Ägypten |
| 1993 | 3.     | Junioren-WM (Espoirs) in Athen                     | Bantam         | hinter Matyas Megyes, Ungarn und Naconas Uschmanow, Usbekistan |
| 1994 | 1.     | EM in Athen                                        | Bantam         | vor Aristides Arutik Rubenjan, Griechenland, Marian Sandu und Ruslan Chakimow, Ukraine |
| 1994 | 1.     | Junioren-EM (Espoirs) in Istanbul                  | Bantam         | vor Armen Mkrtchyan II, Armenien, Maxim Starodubzew, Russland und Federico Primello, Italien |
| 1994 | 5.     | WM in Tampere                                      | Bantam         | hinter Juri Melnitschenko, Kasachstan, Alexander Ignatenko, Russland, Dennis Hall, USA und Mikael Lindgren, Schweden                                                                                                  |
| 1995 | 1.     | Großer Preis von Deutschland in Koblenz            | Feder          | vor Artur Alexanian, Deutschland, Bachodir Kurbanow, Usbekistan und Mario Büttner, Deutschland |
| 1995 | 1.     | Junioren-WM (Espoirs) in Teheran                   | Feder          | vor Matyas Megyes, Koorosh Zare, Iran und Andrei Schuk, Ukraine |
| 1995 | 14.    | WM in Prag                                         | Bantam         | Sieger: Dennis Hall vor Juri Melnitschenko und Alexander Ignatenko |
| 1996 | 1.     | EM in Budapest                                     | Bantam         | vor Marian Sandu, Rifat Yildiz, Deutschland und Alexander Ignatenko |
| 1996 | 17.    | OS in Atlanta                                      | Bantam         | nach Niederlagen gegen Dennis Hall und Kenkichi Nishimi, Japan |
| 1997 | 2.     | EM in Kouvola/Finnland                             | Feder          | nach Siegen über Akaki Chachua, Geos Aratik Rubanian, Griechenland und Michael Beilin, Israel und einer Niederlage gegen Nikolai Monow, Russland                                                                      |
| 1997 | 1.     | WM in Wrocław                                      | Feder          | nach Siegen über Wladimir Tatarski, Jugoslawien, Kim Kyung-jung, Südkorea, Bachodir Kurbanow, Wlodzimierz Zawadzki, Polen, und Nikolai Monow                                                                          |
| 1998 | 2.     | Intern. Turnier in Faenza                          | Feder          | hinter Juan Luis Marén, Kuba, vor Luis Miguel Fontes Tavares da Cunha, Portugal und Michael Beilin |
| 1998 | 1.     | EM in Minsk                                        | Feder          | nach Siegen über Leonhard Ionel Frincu, Rumänien, Peter Vonai, Ungarn, Oleg Litwinenko, Ukraine und Nikolai Monow |
| 1998 | 1.     | Universitäten-WM in Ankara                         | Feder          | vor Jerzy Szeibinger, Polen und Sergei Kowalenko, Russland |
| 1998 | 2.     | WM in Gaivle/Schweden                              | Feder          | nach Siegen über Ahad Pazaj, Iran, Sewket Karapinar, Deutschland, Michael Beilin und Peter Ronai und einer Niederlage gegen Mkchitar Manukjan, Kasachstan                                                             |
| 1999 | 3.     | EM in Sofia                                        | Feder          | nach Siegen über Leonhard Ionel Frincu, Wladimir Tatarski und Emil Budinow, Bulgarien, einer Niederlage gegen Wlodzimierz Zawadzki und einem Sieg über Christos Gikos, Griechenland                                   |
| 1999 | 2.     | WM in Athen                                        | Feder          | nach Siegen über Yasutoshi Motoki, Japan, Peter Georg Philippitsch, Österreich, Riccardo Magni, Italien, Nikolai Monow, Eduard Aplevich, Weißrussland und Michael Beilin und einer Niederlage gegen Mkchitar Manukjan |
| 2000 | 10.    | OS in Sydney                                       | Feder          | nach einer Niederlage gegen Warteres Samurgaschew und einem Sieg über Wlodzimierz Zawadzki |
| 2000 | 1.     | Militär-WM in Camp Lejeune/USA                     | Feder          | vor Sarkis Elgkian, Griechenland und Glen Nieradka, USA |
| 2001 | 1.     | EM in Istanbul                                     | Feder          | vor Temur Tehumow, Russland, Wlodzimierz Zawadzki und Nikolai Gergow, Bulgarien |
| 2001 | 1.     | Welt-Cup in Levallois                              | Feder          | vor Kevin Bracken, USA und Nikolai Monow |
| 2001 | 16.    | WM in Patras                                       | Feder          | nach einem Sieg über Wlodzimierz Zawadzki und einer Niederlage gegen Levente Füredy, Ungarn |
| 2002 | 1.     | EM in Seinäjoki/Finnland                           | Leicht         | nach Siegen über Waghinak Galstjan, Armenien, Adrian Ozsda Cosmin, Rumänien, Maxcim Semenow, Russland, Michael Meilin und Manuchar Kwirkwelia, Georgien                                                               |
| 2002 | 3.     | Großer Preis von Deutschland in Dortmund           | Leicht         | hinter Jimmy Samuelsson, Schweden und Juan Luis Marén |
| 2002 | 11.    | WM in Moskau                                       | Leicht         | nach Siegen über Michael Beilin und Ivan Kron, Schweiz und einer Niederlage gegen Mahdi Chodaee, Iran |
| 2003 | 1.     | EM in Belgrad                                      | Leicht         | nach Siegen über Fərid Mansurov, Aserbaidschan, Wjatscheslaw Maslobojew, Lettland, Manuchar Kwirkwelia, Eduard Aplevich und Armen Wardanjan, Ukraine                                                                  |
| 2003 | 5.     | WM in Créteil                                      | Leicht         | nach Siegen über Sergei Kuntarjew, Russland, Olavi Suislep, Estland und Moises Sanchez Parra, Spanien und einer Niederlage gegen Manuchar Kwirkwelia                                                                  |
| 2004 | 6.     | Großer Preis von Deutschland in Dortmund           | Leicht         | Sieger: Maxim Semenow vor Juri Kaliaschnew, Weißrussland |
| 2004 | Silber | OS in Athen                                        | Leicht         | nach Siegen über Manuchar Kwirkwelia, Luis Fernando Iwquierdo Martinez, Kuba und Mkchitar Manukjan und einer Niederlage gegen Fərid Mansurov                                                                          |
| 2005 | 1.     | Poland-Open in Wałbrzych                           | Leicht         | vor Park Eun-chul, Südkorea, Shingo Hirai, Japan und Im Dae-won, Südkorea |
| 2005 | 1.     | Hungarian-Open in Szombathely                      | Leicht         | vor M. Magomadow und Ambako Watschadse, beide Russland |
| 2005 | 17.    | EM in Warna                                        | Leicht         | nach einer Niederlage gegen Ari Härkänen, Finnland |
| 2005 | 8.     | Großer Preis von Deutschland in Dortmund           | Leicht         | Sieger: Alain Milián, Kuba vor Eduard Kratz, Deutschland |
| 2005 | 22.    | WM in Budapest                                     | Leicht         | nach einer Niederlage gegen Michael Beilin |
| 2006 | 4.     | Welt-Cup in Budapest                               | Leicht         | hinter Sergei Kowalenko, Alain Milian und Yoon Jong-kyu, Südkorea |
| 2006 | 3.     | EM in Moskau                                       | Leicht         | nach Siegen über Wahram Hunanjan, Armenien und Nikolai Gergow, einer Niederlage gegen Tamás Lőrincz, Ungarn und Siegen über Tiziano Corriga, Italien und Sylwester Charzewski, Polen                                  |
| 2006 | 5.     | WM in Guangzhou                                    | Leicht         | nach Siegen über Ali Esmaeil Mohammadi, Iran, Artak Harutjunjan, Armenien und Tamás Lőrincz und Niederlagen gegen Kanatbek Begalijew, Russland und Justin Harry Lester, USA                                           |
| 2007 | 3.     | "Wladyslaw-Pytlasinksi"-Memorial in Warschau       | Leicht         | hinter Fərid Mansurov und Armen Wardanjan |
| 2007 | 2.     | Welt-Cup in Antalya                                | Leicht         | hinter Ali Esmaeil Mohammadi, vor Armen Wardanjan, Justin Harry Lester und Ambako Watschadse, Russland |
| 2007 | 19.    | WM in Baku                                         | Leicht         | nach einem Sieg über Aleksandar Maksimović, Serbien und einer Niederlage gegen Justin Harry Lester |
| 2008 | 2.     | "Vehbi-Emre"-Memorial in Istanbul                  | Leicht         | hinter Refik Ayvazoğlu und vor Erkan Ulvan, beide Türkei |
| 2008 | 10.    | EM in Tampere                                      | Leicht         | nach einem Sieg über Tomasz Swierk, Polen und einer Niederlage gegen Ruslan Belchorojew, Russland |
| 2008 | 12.    | Olympia-Qualif.-Turnier in Rom-Ostia               | Leicht         | Sieger: Sergei Kowalenko vor Ali Esmaeil Mohammadi |
| 2008 | 1.     | Olympia-Qualif.-Turnier in Novi Sad                | Leicht         | vor Aleksandr Kazakevič, Litauen und Marcus Thätner, Deutschland |
| 2008 | 2.     | Dan Kolow & Nikola Petrow-Memorial in Sofia        | Leicht         | hinter Nikolai Gergow, vor Plamen Petrow, Bulgarien und Ionel Pușcașu, Rumänien |
| 2008 | 17.    | OS in Peking                                       | Leicht         | nach einer Niederlage gegen Nikolai Gergow |

## Erläuterungen
- alle Wettbewerbe im griechisch-römischen Stil
- OS = Olympische Spiele, WM = Weltmeisterschaften, EM = Europameisterschaften
- Gewichtsklassen: Bantamgewicht bis 1996 bis 57 kg, Federgewicht, von 1997 bis 2001 bis 63 kg, Leichtgewicht, seit 2002 bis 66 kg Körpergewicht